# Vlag van Wittem

Vlag van de gemeente Wittem
(1988-1999)

De vlag van Wittem is op 11 oktober 1988 bij raadsbesluit vastgesteld als de gemeentelijke vlag van de gemeente Wittem in de Nederlandse provincie Limburg. Sinds 1 januari 1999 is de vlag niet langer als gemeentevlag in gebruik omdat de gemeente Wittem toen opging in de fusiegemeente Gulpen-Wittem. De vlag kan als volgt worden beschreven:
Wit met een uitgeschulpt blauw Scandinavisch kruis, waarvan de breedte der armen gelijk is aan 1/5 van de hoogte van de vlag.
De kleuren en het kruis zijn ontleend aan het gemeentewapen. Het is het wapen van het geslacht Van Cosselaer, later Van Wittem genoemd. Deze familie bezat gedurende lange tijd de rijksheerlijkheid Wittem.

## Verwante afbeeldingen

Wapen van Wittem (1983)
Wapen van Wittem (1897)

Ambt Montfort 
· Amby 
· Arcen en Velden 
· Baexem 
· Beegden 
· Belfeld 
· Bemelen 
· Berg en Terblijt 
· Bocholtz 
· Born 
· Broekhuizen 
· Cadier en Keer 
· Echt 
· Eijsden 
· Elsloo 
· Eygelshoven 
· Geleen 
· Grathem 
· Grubbenvorst 
· Haelen 
· Heel 
· Heel en Panheel 
· Heer 
· Helden 
· Herten
· Heythuysen 
· Hoensbroek 
· Horn 
· Horst 
· Hulsberg 
· Hunsel 
· Kessel 
· Klimmen 
· Limbricht 
· Linne 
· Maasbracht 
· Maasbree 
· Margraten 
· Meerlo-Wanssum 
· Meijel 
· Melick en Herkenbosch 
· Montfort 
· Munstergeleen 
· Neer 
· Nieuwenhagen 
· Nieuwstadt 
· Nuth 
· Ohé en Laak 
· Onderbanken 
· Ottersum 
· Posterholt 
· Roggel 
· Roggel en Neer 
· Schaesberg 
· Schinnen 
· Sevenum 
· Sint Odiliënberg 
· Sittard 
· Stevensweert 
· Stramproy 
· Susteren 
· Swalmen 
· Tegelen 
· Thorn 
· Ubach over Worms 
· Ulestraten 
· Urmond 
· Valkenburg-Houthem 
· Vlodrop 
· Wessem 
· Wittem